# Kaminofen

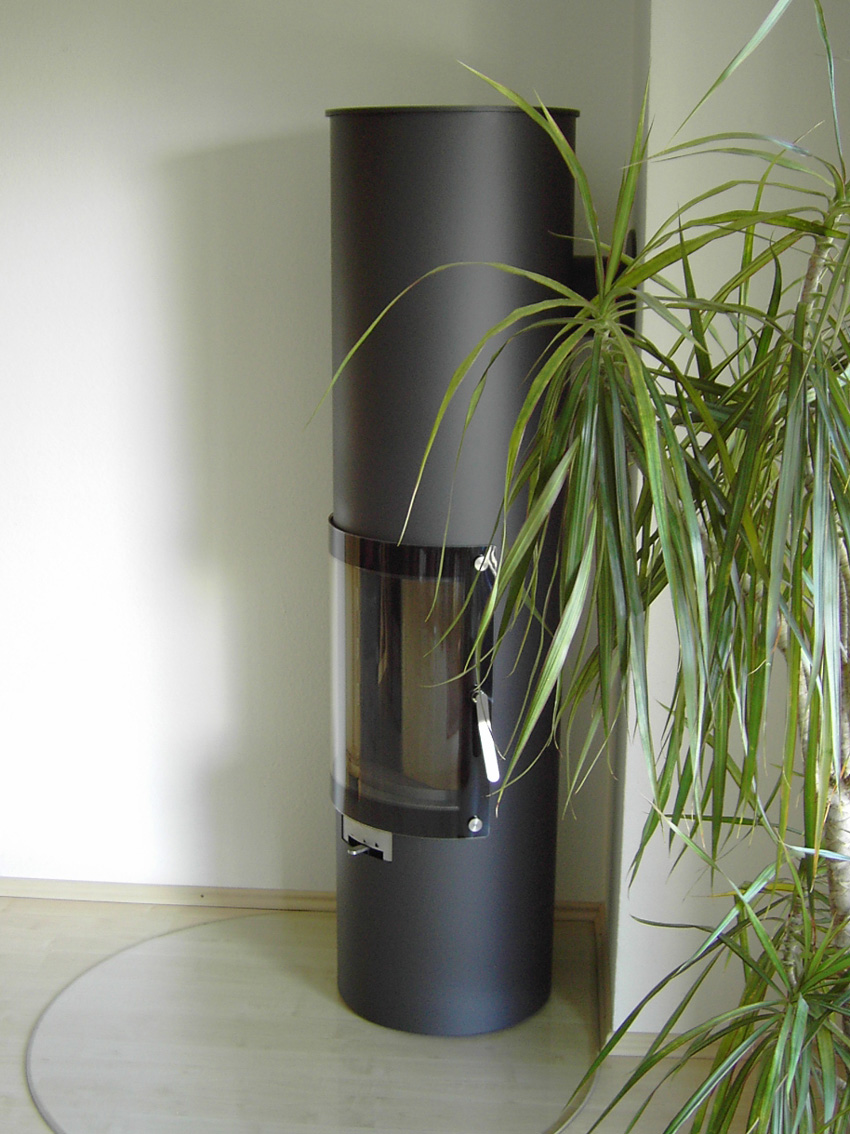
Kaminofen mit Feuerraumtür aus Glaskeramik

Ein Kaminofen, Cheminéeofen oder Schwedenofen ist ein Ofen für fossile oder biogene Brennstoffe, der vor oder neben dem Schornstein steht und mit einem Ofenrohr an diesen angeschlossen ist. Er hat eine geschlossene Brennkammer mit Lufteintrittsöffnungen. Die Brennkammer hat eine Tür zum Einfüllen von Brennholz. Die meisten Türen haben ein Fenster aus Glaskeramik eingesetzt. Dieses bis etwa 700 °C hitzeresistente Material gibt es seit den 1970er Jahren. Die meisten Kaminöfen stehen vor einer Wand und sind nicht in die Wand eingebaut.

## Konstruktion
Ein Kaminofen ist meist aus Gusseisen oder Stahlblech gefertigt. Er hat oft eine Scheibe (manchmal mehrere) für freie Sicht in den Feuerraum. Ein Kaminofen gibt die Wärmeenergie teils in Form von Strahlung an den Raum und teils per Wärmeleitung an die Raumluft ab, wo sie dann durch Konvektion verteilt wird. Grundöfen (Synonym Speicheröfen) geben die meiste Wärme durch Strahlung ab.
Der Wärmeübergang an die Umgebungsluft und der Wärmedurchgang durch die Materialien des Ofens (Stahl, Schamotte, Naturstein, Glas) sind abhängig von der Temperatur im Feuerungsraum. 

### Luftzufuhr

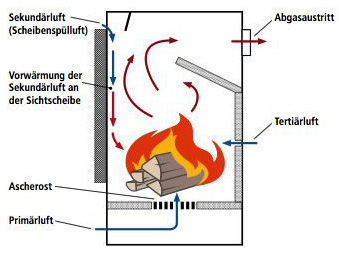
Beschreibung der Verbrennungsluft

Der Brennstoff im Feuerungsraum braucht Sauerstoff, um verbrennen zu können.
Sogenannte Primärluft
gelangt an der Aschenlade vorbei durch den Rost von unten in den Brennraum.
Sekundärluft
wird an der Aschenlade vorbei durch Luftkanäle angesaugt. Diese vertikalen Kanäle werden vom Feuer erhitzt; die in ihnen aufsteigende Luft wird vorgewärmt. Die Kanäle enden oben im Brennraum überwiegend nahe der Glasscheibe(n); die Scheiben werden dadurch hinterspült und erwärmt, wodurch die Scheiben nicht mit kondensierbaren Stoffen beschlagen und trübe werden. Die Sekundärluft trägt dazu bei, dass die aus dem Holz ausgetretenen brennbaren Gase verbrennen.
Tertiärluft
kann die Nachverbrennung der Gase zusätzlich fördern. Je vollständiger die Gase verbrennen, desto weniger unverbrannte Rauchgasbestandteile werden emittiert.

### Wasserführende Kaminöfen

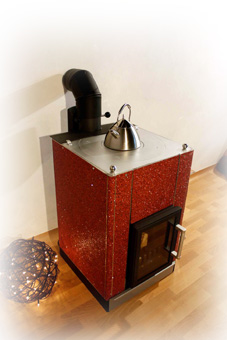
Wasserführender Kaminofen mit 19 kW Heizleistung und Kochfeld

Wasserführende Kaminöfen speisen einen großen Teil ihrer Wärme mittels Wärmetauscher in den Wasserkreislauf der Zentralheizung ein. Zudem beheizen sie (sowie das Ofenrohr zwischen Ofen und Übergang zum Schornstein) den Raum, in dem sie stehen. Sie verteilen die Energie gleichmäßig im Haus, wirken wie eine Heizungsanlage und können auch die Heißwasserversorgung gewährleisten. Durch die Wasserführung entlasten (oder ersetzen) sie die Heizungsanlage. In Verbindung mit dem Heißwasserspeicher der Heizungsanlage kann die Energie aus dem Feuer am Abend später (z. B. am nächsten Morgen zum Duschen) genutzt werden. In Deutschland ist für druckführende wasserführende Kaminöfen eine thermische Ablaufsicherung vorgeschrieben: Falls der Strom für die Umwälzpumpe ausfällt, wird überschüssige Wärme im Notfall durch das dann den Kaminofen durchströmende kalte Trinkwasser abgeführt. Wasserführende Kaminöfen, die als offene, drucklose Anlage betrieben werden, benötigen keine thermische Ablaufsicherung, da sich hier trotz Stromausfalls kein Druck durch erhöhte Temperaturen aufbauen kann und diese Kaminöfen konstruktionsbedingt eigensicher sind.
Einen wasserführenden Kaminofen, der zusätzlich ein Kochfeld und/oder ein Backfach hat, bezeichnet man als wasserführenden Heizungsherd oder Kochheizherd. Neben wasserführenden Kaminöfen gibt es auch wasserführende Pelletöfen, die in Sachen Funktionalität und Handhabung klassische wasserführende Kaminöfen noch übertreffen können. Die Handhabung eines Pelletofens, egal ob wasserführend oder nicht, ist einfach. Das gilt für das Anheizen und auch für den laufenden Betrieb. Dank der automatischen Pelletzufuhr und der Programmierbarkeit kann auch in Abwesenheit für Wärme gesorgt werden und das regelmäßige Nachlegen von Holz, wie bei einem Kaminofen notwendig, entfällt. Pelletöfen mit WLAN-Anbindung und App-Steuerung sorgen für eine weitere Verbesserung des Komforts, so kann flexibel von unterwegs eine Aktivierung erfolgen. Wasserführende Pelletöfen werden vom BAFA gefördert.

### Sturzbrandöfen
In Öfen mit unterem Abbrand (meist Stückholzkessel und Kessel für feste Brennstoffe) wird das Brennholz (der Brennstoff) vor dem Verbrennen erhitzt. Ausgasende flüchtige Verbindungen werden zusammen mit der Frischluft durch die unsichtbare (von Heizschlangen umgebene) Verbrennungszone gezogen. Die Verwirbelung und Verbrennung ist meist vollständiger.
Offene Kamine und die meisten Kaminöfen sind Öfen mit oberem Abbrand, wo das Holz wie bei einem Lagerfeuer verbrennt und dies durch ein Schauglas betrachtet werden kann. Allerdings können dabei ausgasende Holzbestandteile auch teilweise verbrannt oder unverbrannt ins Abgas übergehen (was die Umwelt schädigt und man in der Umgebung eines so beheizten Hauses riecht).
Um die Vorteile eines oberen Abbrandes (sichtbare heimelige Flammen) mit dem unteren Abbrand (verbesserte vollständige Verbrennung) zu kombinieren, wurden Sturzbrand-Kaminöfen als „Naturzugvergaser“ (ohne Saugzuggebläse wie bei Heizkesseln) entwickelt. Die von der „Holztrockenkammer“ ausgasenden Stoffe werden mit der Frischluft in eine Kammer mit Schaufenster durch einen Brennteller nach unten geleitet.

## Emissionen
Kaminöfen unterliegen in Deutschland den Regelungen der Verordnung über kleine und mittlere Feuerungsanlagen (1. BImSchV). Je nach Modell können sich die Emissionen erheblich unterscheiden. Besonders emissionsarme Kaminöfen können mit dem Blauen Engel ausgezeichnet werden. Ältere Öfen mit Herstelldatum bis März 2010 genießen als Übergangsregelung bis spätestens 31. Dezember 2024 Bestandsschutz, danach müssen sie umgerüstet oder außer Betrieb genommen werden.
Das Umweltbundesamt Österreichs führte im Jahr 1997 Messungen u. a. an einem alten gusseisernen Kaminofen durch. Beim Heizen mit Holz emittierte er weitaus weniger Schadstoffe als beim Heizen mit Kohle.

### Effizienter und emissionsarmer Betrieb
Bei manuell bedienten Holzfeuerungen lassen sich 80 Prozent der Feinstaubemissionen durch den richtigen Betrieb vermeiden. Das Ziel ist dabei, dass die bei Erhitzung aus dem Holz austretenden Gase durch die heiße Flamme hindurchströmen und dabei nahezu vollständig ausbrennen. 15 Minuten nach dem Anfeuern sollte kein Rauch und kein Geruch mehr wahrnehmbar sein:
- Bei gewöhnlichen Öfen mit oberem Rauchabzug Holzscheite kreuzweise aufbauen und oben zunehmend dünnere Scheite verwenden, zwischen die eine Anzündhilfe gelegt wird. Anders als etwa bei einem Lagerfeuer soll das Feuer im Ofen wie eine Kerze von oben nach unten abbrennen.[8]
- Bei Sturzbrandöfen und Öfen mit seitlichem oder hinterem Abbrand wird die Anzündhilfe hingegen direkt vor der Öffnung, durch welche die Abgase den Feuerraum verlassen, platziert.[9]

Bei idealer Steuerung der Luftzufuhr im Verhältnis zum Abbrand lassen sich die Feinstaubemissionen auf rund ein Siebtel reduzieren. Moderne Pelletsöfen können neben der Brennstoffzufuhr über ein Gebläse auch die Luftmenge anpassen und den Verlauf des Abbrands kontinuierlich elektronisch nachregeln. Dies ist bei manuell bedienten Öfen nur bedingt möglich.
Allgemein gilt:
- Frisch geschlagenes Holz sollte wenigstens 2 Jahre trocknen. Die Restfeuchte soll nicht mehr als 20 % betragen.[7]
- Wenn das Holz vor der Verwendung noch 1 bis 2 Tage im Innenraum aufgewärmt wird, brennt es besser an.
- Beim Nachlegen nur einzelne Scheite oder Holzbriketts verwenden, die auf starke Glut gelegt werden, damit sie zügig anbrennen. In Speicheröfen nicht nachlegen.
- Das Feuer soll nicht durch Schließen der Luftzufuhr oder der Kaminklappe gedrosselt werden, da sich bei Sauerstoffmangel Kohlenmonoxid bilden kann und Verpuffungsgefahr besteht.
- Luftklappen am Ofen erst schließen, wenn die Glut kaum mehr sichtbar ist, damit der Ofen nicht zu rasch auskühlt. Kaminschieber am Rauchrohr erst schließen, wenn keine Glut mehr erkennbar ist.

Emissionen beim Anheizen eines Holzofens werden minimiert, indem der Holzstapel nicht unten, sondern oben entzündet wird.
Dazu werden zunächst stärkere Holzscheite kreuzweise auf den Rost gestapelt. Oben wird zerknäultes Papier mit Holzspänen pyramidenartig überschichtet oder eine Anzündhilfe wird zwischen dünnere Holzscheite gelegt. Nachdem sich durch die erste Hitze der Rauchgasabzug erwärmt hat, tritt der Kamineffekt ein und saugt Verbrennungsluft nach (sofern die obere Ofenklappe geschlossen ist). Die abgestrahlte Hitze lässt leichtflüchtige Stoffe in den darunterliegenden Holzscheiten verdampfen, die durch die heiße Brandzone ziehen und dort emissionsarm verbrennen. Bei einem von unten entzündeten Brennholzstapel ziehen die aus dem Holz ausgasenden Stoffe teilweise unverbrannt durch den Kamin ab und das Abgas enthält Ruß und Kohlenmonoxid. Durch die Verdampfung des im Brennholz enthaltenen Wassers werden die Flammen zusätzlich abgekühlt, so dass die unvollständige Verbrennung der Anheizphase länger andauert.
Bei Öfen mit unterem Abbrand (Sturzbrandöfen) und Öfen mit seitlichem oder hinterem Abbrand wird die Anzündhilfe direkt vor der Öffnung, durch welche die Abgase den Feuerraum verlassen, platziert. Dadurch passieren auch hier die aus dem erhitzten Holz ausgasenden Stoffe die Flammenzone und verbrennen.

### Kritik
Es wird kritisiert, dass wegen realitätsferner Messverfahren und schlechter Marktüberwachung „aktuell geltende Zulassungstest für Kaminöfen […] mit der Wirklichkeit nicht viel zu tun“ hätten, geprüft würden nur stabiler Laufbetrieb „mit bestem Holz in optimaler Scheitgröße“, nicht aber instabile emissionsstärkere Anheiz- und Auskühlphasen oder mit dem Heizverhalten der Anwender.

## Brennstoffe
Ein Raummeter trockenes, abgelagertes Laubholz wiegt etwa 500 kg und hat einen Heizwert von etwa 2100 kWh. Dies entspricht 210 l (ca. 170 kg) Heizöl EL oder 200 m³ (166 kg) Erdgas.
Luftgetrocknete Holzscheite (Restfeuchte 10–20 %) haben einen Heizwert von 3,9–4,6 kWh/kg. Der Heizwert hängt etwas von der Holzart (Nadelholz oder Laubholz) ab. Hersteller von Holzbriketts geben einen Heizwert von etwa 4,5 kWh/kg an. Bioethanol hat etwa 8 kWh/kg.
Eine optimale Verbrennung findet bei Holz zwischen 800 und 1200 °C mit einer Abgastemperatur von ca. 300 °C statt. Diese ist anschließend an einer hellgrauen Asche zu erkennen, die keine Brennstoffreste mehr enthält. Die Asche von unbehandeltem Holz kann im Garten als Dünger verwendet oder dem Kompost zugeführt werden, da sie aus Mineralien wie z. B. Kalk besteht, zur Dosierung siehe Verwendung.

## Leuchtofen
Der moderne Kaminofen mit Sichtfenster hatte seinen Vorläufer im historischen gusseisernen Leuchtofen, der um 1910 aus den USA kommend in Europa populär wurde. Die Bezeichnung rührt daher, dass erstmals Öffnungen im Ofen mit Scheiben aus einem transluzenten Material verschlossen wurden, die durch das Feuer zum Leuchten gebracht wurden.
Verwendet wurden Glimmerblätter, die Licht und Wärmestrahlung der Flammen teilweise nach außen durchließen.
Die Glimmerblätter des Leuchtofens sind temperaturbeständig bis 600 °C, typisch 0,2 mm dünn, höchstens 25 × 25 cm groß, weil von händisch abgebauten Mineralkristallen abgespalten. Sie wurden oft einachsig gekrümmt (zylindrisch) eingebaut, wodurch die dünnen Tafeln etwas mehr Stabilität erhielten.
Zuvor besaßen Öfen, die in Wohnräumen mit feuerempfindlichen Materialien aufgestellt wurden, allenfalls kleine Öffnungen in schmiedeeisernen Gittern oder Spaltöffnungen in der Tür des Brennraums, um zu verhindern, dass größere Funken aus dem Ofen heraussprangen.

## Geschichte
Anordnungen unter Pfalzgraf Karl IV. aus dem Jahr 1772 dienten auch der Brandverhütung im Zusammenhang mit häuslichen Feuerstätten. Nach gleichzeitigen Bauvorschriften durften keine Holzschornsteine mehr errichtet, keine hölzernen Schläuche mehr eingebaut werden, die den Rauch der Feuerstätte zum Kamin zu leiten hatten, wie es auch untersagt wurde, Ofenrohre zum Fenster hinauszuführen.